# Credicard Citi Mastercard Tennis Cup 2005
Il Credicard Citi Mastercard Tennis Cup 2005 è stato un torneo di tennis facente parte della categoria ATP Challenger Series nell'ambito dell'ATP Challenger Series 2005. Il torneo si è giocato a Campos do Jordão in Brasile dal 25 al 30 luglio 2005 su campi in cemento.

## Vincitori

### Singolare
André Sá ha battuto in finale  Juan Martín del Potro con il punteggio di 6–4, 6–4

### Doppio
Kristian Pless /  Aleksandar Vlaski hanno battuto in finale  Franco Ferreiro /  Marcelo Melo con il punteggio di 7–6(5), 6–4